# 野村和輝
野村 和輝（のむら かずき、2003年6月7日 - ）は、大阪府大阪市出身のプロ野球選手（内野手・投手、育成選手）。右投右打。埼玉西武ライオンズ所属。

## 来歴

### プロ入り前
大阪市立榎本小学校5年生から野球を始め、大阪市立今津中学校時代は大阪中央リトルシニアのチームで内野手としてプレーした。
東大阪大学柏原高等学校に進学し、監督の土井健大に指導を受ける。1年生の夏からベンチに入り、その年の秋には三塁手のレギュラーとなる。高校在学中に通算27本塁打を放つ一方、3年生時に投手に挑戦して球速は最高で148km/hを記録した。
2021年11月4日に日本海オセアンリーグが実施したドラフト会議で石川ミリオンスターズから1巡目で指名を受け、高校卒業後の2022年に入団する。同年1月28日の新入団選手会見の席では「投手としては直球、打者としてはパワーが持ち味」と述べた。

### 石川時代
高校時代の監督の土井は、3年生の秋の時点で「今すぐに二刀流で勝負させてくださいと言えるレベルではないが、どちらでも一流になれる、化ける可能性がある選手」と述べ、日本海オセアンリーグのドラフト指名時の発表、チームの選手リストではポジションに内野手と投手の両方が記載され、新入団選手会見時の報道でも「チーム初の投打二刀流が期待される」と記された。ただし、2022年4月の開幕ロースターでは「内野手」となっていた。開幕後の5月7日、対福井ネクサスエレファンツで公式戦で初めて投打二刀流（先発投手兼指名打者）として出場したが、敗戦投手となった。結局、投手としての登板はその1試合のみでシーズンを終えた。
2022年10月20日開催のNPBドラフト会議において、埼玉西武ライオンズより育成選手ドラフト1位で指名を受けた。11月24日に西武との入団交渉を行い、支度金350万円、年俸320万円（ともに推定）で仮契約した。背番号は118。担当スカウトは鈴木敬洋。

### 西武時代
2023年はイースタン・リーグで4試合に出場。わずか1安打にとどまった。
2024年はイースタン・リーグで4試合に出場。打率.231、1打点という成績にとどまった。

## 選手としての特徴
野手としては、高校時代の監督の土井健大からは「飛ばす力はプロでもトップクラス」と評される。バッティングの確実性と守備に課題を抱える。
投手としては最速151km/hのストレートを武器とする。変化球はスライダー、カーブ、スプリット、フォークを操る。
西武からの指名時は「投手」として名前が呼ばれたが、担当スカウトは野手として評価しており、「化ける可能性を秘めている」と野村の対応力に期待をかける。西武入団後は内野手として選手登録された。

## 詳細情報

### 独立リーグでの年度別打撃成績
| 年 度     | 球 団     | 試 合 | 打 席 | 打 数 | 得 点 | 安 打 | 二 塁 打 | 三 塁 打 | 本 塁 打 | 塁 打 | 打 点 | 盗 塁 | 盗 塁 死 | 犠 打 | 犠 飛 | 四 球 | 敬 遠 | 死 球 | 三 振 | 併 殺 打 | 打 率 | 出 塁 率 | 長 打 率 | O P S |
| --------- | --------- | ----- | ----- | ----- | ----- | ----- | -------- | -------- | -------- | ----- | ----- | ----- | -------- | ----- | ----- | ----- | ----- | ----- | ----- | -------- | ----- | -------- | -------- | ----- |
| 2022      | 石川      | 55    | 213   | 183   | -     | 45    | 7        | 1        | 2        | 60    | 20    | 1     | 0        | 0     | 2     | 26    | -     | 2     | 62    | 3        | .246  | .343     | .328     | .671  |
| 通算：1年 | 通算：1年 | 55    | 213   | 183   | -     | 45    | 7        | 1        | 2        | 60    | 20    | 1     | 0        | 0     | 2     | 26    | -     | 2     | 62    | 3        | .246  | .343     | .328     | .671  |

### 独立リーグでの年度別投手成績
| 年 度     | 球 団     | 登 板 | 先 発 | 完 投 | 完 封 | 無 四 球 | 勝 利 | 敗 戦 | セ 丨 ブ | ホ 丨 ル ド | 勝 率 | 打 者 | 投 球 回 | 被 安 打 | 被 本 塁 打 | 与 四 球 | 敬 遠 | 与 死 球 | 奪 三 振 | 暴 投 | ボ 丨 ク | 失 点 | 自 責 点 | 防 御 率 | W H I P |
| --------- | --------- | ----- | ----- | ----- | ----- | -------- | ----- | ----- | -------- | ----------- | ----- | ----- | -------- | -------- | ----------- | -------- | ----- | -------- | -------- | ----- | -------- | ----- | -------- | -------- | ------- |
| 2022      | 石川      | 1     | -     | 0     | -     | -        | 0     | 1     | 0        | -           | .000  | 14    | 2.0      | 6        | -           | 1        | -     | 0        | 0        | 0     | 0        | 6     | 3        | 13.50    | 3.50    |
| 通算：1年 | 通算：1年 | 1     | -     | 0     | -     | -        | 0     | 1     | 0        | -           | .000  | 14    | 2.0      | 6        | -           | 1        | -     | 0        | 0        | 0     | 0        | 6     | 3        | 13.50    | 3.50    |

### 背番号
- 1（2022年）
- 118（2023年[14] - ）